# Ischyromene sapmeri
Ischyromene sapmeri is een pissebed uit de familie Sphaeromatidae. De wetenschappelijke naam van de soort is voor het eerst geldig gepubliceerd in 1976 door Kensley.